# Leyes de conservación (física)
Las leyes de conservación son las leyes físicas que postulan que durante la evolución temporal de un sistema aislado, ciertas magnitudes tienen un valor constante. Puesto que el universo entero constituye un sistema aislado, se le pueden aplicar diversas leyes de conservación.

## En física clásica
Las leyes de conservación más importantes en física clásica son:
- Conservación del momento lineal
- Conservación del momento angular
- Conservación de la carga eléctrica
- Conservación de la masa
- Conservación de la energía

En mecánica clásica la conservación de una magnitud física requiere en virtud del teorema de Noether que exista una simetría del lagrangiano, o equivalentemente que el corchete de Poisson de dicha magnitud se anule (siempre y cuando el hamiltoniano no dependa del tiempo).

## En física cuántica
En mecánica cuántica y física nuclear a las anteriores se les añaden estas otras:
- Conservación del número leptónico
- Conservación de la carga de color
- Conservación de la probabilidad
- Simetría CPT

En sistemas conservativos puede probarse que una magnitud Â se conserva si y sólo sí conmuta con el hamiltoniano H:

{\displaystyle {\hat {A}}\ {\mbox{conservado}}\Rightarrow [{\hat {A}},{\hat {H}}]=0}

## Leyes de conservación aproximadas
Además de las anteriores tanto en mecánica clásica (MC) como en mecánica cuántica (MQ) se usan en ciertos contextos leyes de conservación aproximadas, es decir, que no son universales para todos los procesos aunque sí una buena parte de los procesos físicos conocidos:
- Conservación de sabor, violada en algunas interacciones débiles (MQ)
- Conservación del número bariónico (MQ)
- Conservación del isospín (MQ)
- Conservación de paridad (MC y MQ)
- Simetría CP (MQ)

## Teorema de Noether
En las teorías físicas que admiten un formalismo lagrangiano puede probarse que las leyes de conservación están ligadas a simetrías del sistema físico. Más concretamente el teorema de Noether para las teorías clásicas establece que si existe una simetría abstracta del lagrangiano asociada a un grupo uniparamétrico existe una magnitud que permanece constante a lo largo de la evolución del sistema, es decir, existe una ley de conservación asociada a esa simetría.
Más aún la magnitud observada funcionalmente puede construirse a partir de los momentos conjugados del lagrangiano y del elemento del álgebra de Lie del grupo uniparamétrico de la simetría.

## Tabla resumen
| Conceptos fundamentales de la Física |
| Magnitudes físicas · Energía · Energía cinética · Momentum · Momentum angular · Masa · Carga eléctrica · Entropía                                         |
| Tipos de entidades físicas: Materia · partícula · campo · onda · espacio-tiempo · observador · Espacio · Tiempo · Posición                                |
| Construcciones teóricas fundamentales: Lagrangiano · Acción · Ecuaciones de Euler-Lagrange · Ecuación de movimiento · Estado físico · Ley de conservación |